# Lycksele revir
Lycksele revir var ett skogsförvaltningsområde inom Umeå överjägmästardistrikt, Västerbottens län, som omfattade vissa delar av Lycksele socken kring Ume älv. Reviret, som var indelat i sex bevakningstrakter, omfattade 68 174 hektar allmänna skogar, varav åtta kronoparker med en areal av 67 542 hektar (1920).